# Свободица
Свободица е село в Североизточна България. То се намира в община Антоново, област Търговище.

## История
1. ↑  www.grao.bg